# Filigranscheibenfibel aus Mölsheim
Die Filigranscheibenfibel aus Mölsheim, auch Mölsheimer Goldfibel genannt, ist ein archäologisches Objekt, das 1930 bei Mölsheim in Rheinhessen gefunden wurde. Die Scheibenfibel aus dem 7. Jahrhundert zählt zu den am reichsten verzierten Fibeln der Herstellungsepoche. Ein Bauer entdeckte sie im Jahr 1930 bei Rodungsarbeiten auf seinem Weinberg in der Mölsheimer Gemarkung. Die Mölsheimer Goldfibel wird im Hessischen Landesmuseum Darmstadt ausgestellt.

## Beschreibung
Auf eine 8,3 cm große gegossene Bronzeplatte ist ein goldenes Deckblech genietet. Der Hohlraum zwischen beiden wurde mit einer tonigen Masse gefüllt. Am Rand der Fibel sind Fassungen für vier quadratische dunkelgrüne und vier runde gelbe Glasflüsse sowie für einen Kreis aus flach geschliffenen tropfenförmigen Almandinen aufgelötet.
Im Zentrum der Fibel ist auf einem zweistufigen Aufbau aus Goldblech ein im Hochschnitt verzierter Stein (Kameo) montiert. Er wird von Goldkügelchen, Perlen und Almandin-Plättchen umrahmt. Die nicht erhöhten Partien der Fibel sind mit Filigranmustern aus fein geperltem Golddraht überzogen. Die Rückseite ist im Gegensatz zur Schauseite sehr grob und schlicht gestaltet.
Als Grundform zeigt die Fibel ein von einem Quadrat durchdrungenen Vierpass. Vierpassfibeln kommen in den Jahren 630 bis 680 n. Chr. in einem eng begrenzten Gebiet links des Rheins im Eifelvorland, Rheinhessen und im Saarland vor.

## Der Hersteller
Die großen Steineinlagen vor einem Filigranrelief und die als Goldblechröhren gefertigten Perlenfassungen rund um einen Mittelbuckel weisen die Fibel als rein fränkisches Erzeugnis aus. Angesichts der hohen handwerklichen Qualität wird angenommen, dass sie wahrscheinlich in Burgund unter romanischem Einfluss angefertigt wurde.
Ob die beteiligten Metallhandwerker der Merowingerzeit als eigenverantwortliche, aber abhängige Handwerker arbeiteten oder als Kunsthandwerker in fremden Diensten standen, ist nicht geklärt. Allerdings war die Edelmetallverarbeitung an ein vorwiegend städtisches Umfeld mit Kloster, Bischofssitz oder Königshof gebunden.

## Schmuck und Bekleidung der Frau
Für die Archäologie sind Fibeln ein methodischer Glücksfall. In 2.500 Jahren hat sich ihre Gestalt unzählige Male gewandelt, so dass ein archäologischer Fundkomplex mit ihr zeitlich und kulturell eingeordnet werden kann. In frühmittelalterlichen Frauengräbern gehört Schmuck zu den häufigsten Beigaben. Mädchen und Frauen wurden in ihrer Tracht beigesetzt. Die mitgegebenen Fibeln verweisen auf eine Oberbekleidung, die irgendwie gerafft werden musste. Umgekehrt kann aus der Lage der Fibeln im Grab mitunter die Kleidung rekonstruiert werden, die die Tote bei der Bestattung trug.
Vor 1.500 Jahren war die Kleidung wie heute einem steten Wandel unterworfen. In der jüngeren Merowingerzeit um 600 n. Chr. wurde das gegürtete und an den Schultern mit zwei Fibeln zusammengehaltene Kleid (Peplos) nördlich der Alpen unmodern. Stattdessen trug die Frau nun eine auf den Schultern zusammengenähte Tunika nach romanischem Vorbild. Der Überwurf wurde auf der Brust mit einem Band oder einer Perlenkette verschlossen und diese mit einer einzelnen Fibel festgesteckt. Herausragende Exemplare waren die nach byzantinischem Vorbild gearbeiteten goldenen Filigranscheibenfibeln, zu denen auch der Mölsheimer Fund gehört.

## Christen am Rhein
Zu den bemerkenswertesten Details der Mölsheimer Fibel gehört der zentral angeordnete Kameo, ein dreischichtiger Achat in den Farben Korallenrot, Weiß und Blaugrau. Er stammt aus römischem Zusammenhang und war zu der Zeit, als die Fibel angefertigt wurde, bereits 650 Jahre alt. Er stellt das Haupt der Medusa dar, einer griechischen Sagengestalt, deren Anblick die Menschen zu Stein verwandelte. Die meisten Wissenschaftler gehen jedoch davon aus, dass der Medusenkopf im frühen Mittelalter als Christuskopf verstanden wurde.
Die großen Glasflüsse am Rand der Fibel sollen ein senkrechtes und ein diagonales Kreuz darstellen. Acht tropfenförmige Almandine werden als Strahlenkranz um das Antlitz Christi gedeutet. Daher wird die Mölsheimer Fibel allgemein als Ausdruck des aufkommenden Christentums angesehen, das linksrheinisch im 6. Jahrhundert Fuß gefasst hatte.

## Fundumstände
Die Fibel wurde ohne Begleitfunde aus 75 cm Tiefe ausgepflügt. Bei Nachgrabungen fand sich lediglich eine kleinere Zahl von eher armen Reihengräbern aus dem 7. Jahrhundert. Einige der Beigaben führenden Gräber wurden schon in alter Zeit beraubt. Die Knochen des Oberkörpers sind dabei meist durcheinandergeworfen worden. Über den beraubten Gräbern liegen christliche Bestattungen ohne Beigaben. Vielleicht gehörten die Täter also schon dem Christentum an.
Auf anderen Reihengräberfriedhöfen wurden im 7. und frühen 8. Jahrhundert fast alle Bestattungen beraubt, als die Friedhöfe zu den Kirchen hin verlegt wurden. Die Ursachen für die Beraubungen sind noch nicht geklärt. Am häufigsten wird Raub zur eigenen Bereicherung vermutet. Aber auch das Verbot der Kirche, den Verstorbenen nach heidnischer Sitte mit Beigaben zu begraben, könnte eine Rolle gespielt haben.